# 서울 미타사 신중도
미타사 신중도(彌陀寺 神衆圖)는 대한민국 서울특별시 성북구, 미타사에 있는 조선시대의 불화이다. 2014년 7월 3일 서울특별시의 유형문화재 제360호로 지정되었다.

## 지정 사유
이 유물은 19세기 후반에 서울 경기지역을 중심으로 활동하던 대표적 화승인 慶船堂 應釋이 출초하였는데, 서울 경기지역에서는 19세기후반 ~ 20세기 초에 이 초본을 바탕으로 한 신중도가 크게 유행하여 현재 여러 점의 작품이 남아 있음. 섬세한 필치와 원만한 인물형태, 안정적인 색채 등에서 19세기 말 서울 경기지역 신중도를 대표하는 작품으로서, 서울특별시 유형문화재로 지정하여 보호할 필요가 있다고 판단된다.

## 조사보고서
미타사 대웅전에 봉안되어 있는 신중도로, 유물의 상태는 대체로 양호하며, 1873년 4월에 삼각산 미타사 신중도로 제작되었다.
布和 定修를 증명으로 하여 慶船堂 應釋이 出草하고, 龍溪堂 瑞翊, 東化堂, 斗欽, 萬波堂 頓照, 奉洽 등이 함께 조성하였으며, 화면은 향좌측부터 34cm, 39.3cm, 39.5cm, 39cm, 44.5cm의 비단을 이어 제작하였다.
가로로 긴 화면은 2단으로 나뉘어 상단에는 梵天과 帝釋天 및 天部衆, 하단에는 韋駄天과 天龍八部가 배치되었고, 하단의 중앙부에는 위태천을 중심으로 창과 칼 등으로 무장한 天部八部衆 무리가 자리하고 있다.
전체화면은 많은 등장인물들로 꽉 차 보이지만 상단부 맨 위쪽으로 하늘 공간을 두고 구름 처리를 하여 공간감이 느껴지며, 인물들은 대부분 둥근 얼굴에 원만상이며 채색은 다홍 계통의 적색과 녹색, 청색을 사용함으로써 차분한 느낌이다.
이 유물은 19세기 후반에 서울 경기지역을 중심으로 활동하던 대표적 화승인 경선 응석(慶船 應碩)이 출초하였는데, 서울 경기지역에서는 19세기후반 ~ 20세기 초에 이 초본을 바탕으로 한 신중도가 크게 유행하여 현재 여러 점의 작품이 남아 있다.
섬세한 필치와 원만한 인물형태, 안정적인 색채 등에서 19세기 말 서울 경기지역 신중도를 대표하는 작품으로서, 서울특별시 유형문화재로 지정하여 보호할 필요가 있다고 판단된다.

## 참고 자료
- 서울 미타사 신중도 - 국가유산청 국가유산포털